# Georg von Scheler

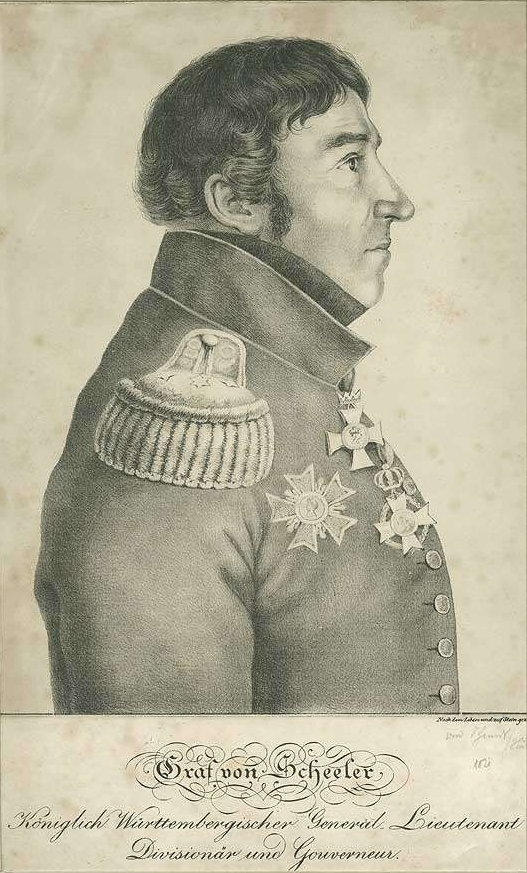
Graf Georg von Scheler (1770–1826)

Johann Georg Freiherr von Scheler, ab 1812 Graf von Scheler (teilweise auch Scheeler oder Schéler; * 13. Dezember 1770 in Ludwigsburg; † 3. Februar 1826 in Stuttgart) war ein deutscher General und Gouverneur von Stuttgart.

## Leben
Scheler war Sohn des Oberstleutnants und Kommandanten auf Hohenstaufen Matthäus Freiherr von Scheler. Die Familie wurde 1727 in den Reichsadelstand erhoben und stammte ursprünglich aus Oberschwaben und der Grafschaft Tirol. Scheler wurde 1783 als Kadett im württembergischen Grenadierregiment Augé aufgenommen und 1784 zum Leutnant befördert. Nachdem er 1794 zum Stabshauptmann beim Kreisinfanterieregiment und 1798 zum Kompaniechef ernannt worden war, erfolgte eine schnelle Abfolge von Beförderungen des als tapfer geltenden Militärs: 1804 war er Major, 1805 Bataillonskommandeur und 1806 Oberstleutnant. 1807 wurde er zunächst zum Oberst, dann zum Kommandeur der Garde zu Fuß ernannt, stieg zum Generalmajor, Brigadier und schließlich 1810 zum Generalleutnant auf. 1812 wurde er zudem zum Divisionär ernannt. Er nahm am Russlandfeldzug 1812 teil und kämpfte in der Schlacht bei Borodino, als der Kronprinz Wilhelm im Sommer 1812 in Litauen an der Ruhr erkrankte erhielt Scheler die Oberbefehl. Er war einer der wenigen Württemberger, die aus dem Feldzug zurückkehrten. Für seine Verdienste bekam Scheler von Kaiser Napoléon I. am 18. Oktober 1812 den französischen Grafentitel außerdem erhielt er zwei Prunkwaffen geschenkt, die Napoléons Stern der Ehrenlegion zierten. Diese wurden später von König Ludwig I. von Bayern erworben.
Scheler wurde 1815 Gouverneur von Stuttgart und erhielt 1816 den Oberbefehl über das in Frankreich stehende Okkupationscorps. Nachdem er aus Frankreich zurückgekehrt war, erhielt er 1818 als Kommandeur die Leitung der 1. Königlich Württembergischen Infanteriedivision. 1821 fiel ihm zusätzlich wieder das Gouvernement von Stuttgart zu.
Scheler litt in seinen letzten Lebensjahren an einer unbekannten, schweren Krankheit. Sein Begräbnis wurde unter anderem von der königlichen Regierung, von der Generalität sowie von den Oberen der Stadt Stuttgart begleitet. Er wurde auf den Hoppenlaufriedhof in Stuttgart beigesetzt.
Er heiratete am 6. November 1801 Henriette Wilhelmie Christiane Karoline Wächter (* 18. Februar 1779; † 12. Oktober 1865).
Scheler nahm seine Neffen Carl von Martens und Christian von Martens zu sich und ermöglichte ihnen eine militärische Laufbahn. Zu seinen Kindern zählen:
- Friedrich Karl Wilhelm (* 15. Mai 1808; † 29. März 1887)[4], Generalleutnant ⚭ 1836 Gräfin Ludmilla von Schärffenberg (* 15. November 1817; † 3. Juli 1891)
- Sophie (* 11. Dezember 1802; † 11. August 1864) ⚭ 1827 Freiherr Karl von Wöllwarth (* 2. Oktober 1800; † 18. Februar 1867)[5]
- Friedrich Wilhelm Georg (* 12. Dezember 1810; † 10. Oktober 1853)[6] ⚭ 1841 Johanna Agnes von Nellestein (* 6. Juli 1821; † 27. Dezember 1850)
- Katharina Theresia (* 11. Mai 1818) ⚭ 1866 Freiherr Karl von Wöllwarth (* 2. Oktober 1800; † 18. Februar 1867)
- Maria Theresia (* 4. Oktober 1821)

Über seine Tochter Sophie war er Großvater von Georg von Wöllwarth-Lauterburg und August von Wöllwarth-Lauterburg.

## Ehrungen
- 1800 Ritter des württembergischen Militärverdienstordens[7]
- 1807 Ritter, später Kommandeur der französischen Ehrenlegion[8][9]
- 1808 Ritter des württembergischen Militärverdienstordens am gelben Band
- 1809 Kommandeur I. Klasse des württembergischen Militärverdienstordens am blauen Band[10]
- 23. Oktober 1812 Erhebung in den württembergischen und in den französischen Grafenstand[7][1]
- 1818 Großkreuz des württembergischen Militärverdienstordens am blauen Band[11]
- 1818 Großkreuz des Ordens der Württembergischen Krone[12]
- Ritter des württembergischen Ordens des Goldenen Adlers[13]
- Kommandeur des Badischen Hausordens der Treue[14]
- Träger des französischen Johanniter-Malteser-Ordens[15]